# Kłapówka
Kłapówka – wieś w Polsce położona w województwie podkarpackim, w powiecie kolbuszowskim, w gminie Kolbuszowa.
W latach 1975–1998 miejscowość administracyjnie należała do województwa rzeszowskiego.
Wierni rzymskokatoliccy należą do parafii Matki Bożej Królowej Polski w Widełce. We wsi znajduje się kaplica dojazdowa Matki Bożej Częstochowskiej wybudowana w latach 1990–1992. 
Nazwy części wsi (przysiółki): Dół, Góra
Nazwy obiektów fizjograficznych:
- las - Borki
- łąka - Granice
- staw - Pod Łąkami